# Ammoniaca
L'ammoniaca, chiamata tridruro di azoto in nomenclatura sistematica IUPAC o azano in nomenclatura alternativa, è un composto dell'azoto di formula chimica NH3 (o H3N secondo la convenzione sull'elettronegatività). Si presenta come un gas incolore, tossico, dall'odore pungente caratteristico. È molto solubile in acqua a cui conferisce una netta basicità.

## Storia
L'ammoniaca, sotto forma di sale d'ammonio, potrebbe essere stata scoperta in età classica: nell'opera di Plinio si trovano riferimenti a una sostanza indicata come Hammoniacus sal, sebbene non sia chiaro se si riferisse alla sostanza che noi oggi chiamiamo sale d'ammonio. Quest'ultimo deve il suo nome al tempio di Giove Ammone nell'oasi di Siwa in Egitto, luogo dove fu identificato per la prima volta come sostanza a sé quando venne osservata casualmente nelle ceneri dello sterco di dromedario bruciato dai cammellieri locali per scaldarsi.
Il sale d'ammonio era noto agli alchimisti almeno fin dal tredicesimo secolo, quando compare negli scritti di Alberto Magno: nel XV secolo l'ermetista Basilio Valentino (Basilius Valentinus) scoprì che si poteva ottenere ammoniaca dal sale d'ammonio facendolo reagire con alcali. Poco tempo dopo si scoprì che si poteva ottenere il sale d'ammonio anche distillando le corna e gli zoccoli dei buoi e neutralizzando i vapori risultanti con acido cloridrico: da qui l'antico nome anglosassone dell'ammoniaca, spirit of hartshorn.
L'ammoniaca gassosa pura fu finalmente isolata nel 1774 da Joseph Priestley che la chiamò "aria alcalina" e tre anni dopo (1777) Carl Scheele dimostrò che conteneva azoto: la composizione con formula stechiometrica dell'ammoniaca venne scoperta da Claude Berthollet nel 1785. Nei laboratori dell'industria chimica tedesca BASF, ebbe inizio la produzione industriale dell'ammoniaca da parte di Fritz Haber e Carl Bosch nel 1913.

## Caratteristiche
La forma della molecola dell'ammoniaca è piramidale (ψ-tetraedrica); l'atomo di azoto vi compare con ibridazione sp3, occupa la posizione apicale e lega i tre atomi di idrogeno. La base è un triangolo equilatero occupato dai tre atomi di idrogeno mentre il quarto vertice del tetraedro virtuale è occupato da una coppia elettronica di non legame (coppia solitaria) che è la principale responsabile di tutte le proprietà della molecola: formazione di legami a idrogeno, basicità secondo Lewis e secondo Brønsted-Lowry, elevata permittività elettrica e momento dipolare, elevata solubilità in acqua.
L'angolo H-N-H è di 107,5° e gli elementi di simmetria sono 1 asse di rotazione C3 e 3 piani di riflessione σv, mentre non è presente un centro di inversione i, e quindi la simmetria della molecola appartiene al gruppo puntuale C3v. Secondo la terminologia VSEPR la sua rappresentazione è AX3E (piramide trigonale). Se opportunamente eccitata, la molecola dell'ammoniaca può subire inversione di Walden, ovvero il doppietto di non legame può oscillare sopra e sotto il piano dei tre atomi di idrogeno; questa inversione si estende anche alle ammine. l'inversione di configurazione dell'ammoniaca in fase gassosa a bassa pressione è stata sfruttata per produrre il primo maser a emissione stimolata nel 1953.
A temperatura ambiente l'ammoniaca è un gas incolore dall'odore pungente molto forte e soffocante, è irritante e tossica. In presenza di O2, quindi all'aria, può intaccare l'alluminio, il rame, il nichel e le loro leghe. È un composto debolmente basico e reagisce con gli acidi formando i rispettivi sali d'ammonio. È dotata di comportamento riducente, può reagire anche in maniera esplosiva con l'ossigeno, e si combina con gli alogeni per dare le alogenoammine.
È tra i solventi polari non acquosi più conosciuti e studiati; la sua proprietà più caratteristica è di sciogliere i metalli alcalini formando soluzioni intensamente colorate in blu e di elevata conducibilità elettrica. Confrontata con l'acqua, l'ammoniaca ha minor conduttività, minor permittività elettrica, minore densità e viscosità, punti di congelamento ed ebollizione molto più bassi. La costante di autoprotolisi dell'ammoniaca liquida è circa 10−30 M2 alla temperatura di -50 °C.
È un composto molto solubile in acqua: a 0 °C un litro di acqua riesce a sciogliere oltre 680 ml di ammoniaca ad 1 atmosfera, che si dissocia molto debolmente nel seguente modo, dando luogo a soluzioni acquose basiche con Kb = 1,85×10−5 a 25 °C:
{\displaystyle {\ce {NH3 + H2O <=> NH4+ + OH-}}}
ovvero:

## Analisi chimica
Si può rilevare la presenza di ammoniaca nell'atmosfera molto facilmente grazie al suo odore penetrante; in liquidi o solidi, la presenza di ammoniaca o di sali ammoniacali è rilevabile facilmente anche in quantità minime, aggiungendo alla sostanza in esame alcune gocce di soluzione di Nessler che si colora di giallo intenso in presenza di ammoniaca.
Per la rilevazione di ammoniaca gassosa in ambienti in cui l'odore è un fattore secondario si utilizzano i vapori di acido acetico. Questi, a contatto con l'ammoniaca, danno luogo a una reazione chimica in cui si produce acetato d'ammonio:
{\displaystyle {\ce {NH3 + CH3COOH -> (CH3COO)NH4}}}
In soluzione acquosa la reazione non è visibile a occhio nudo, essendo l'acetato di ammonio molto solubile, ma se avviene tra i due composti allo stato gassoso si potrà notare un fumo bianco, dato da microscopici cristalli di acetato di ammonio. Questo metodo è molto utilizzato laddove l'odore di ammoniaca è di norma, come nelle industrie che la utilizzano, e in cui la rilevazione di perdite di questo gas è di fondamentale importanza.

## Presenza in natura

### Distribuzione sulla Terra
Sulla Terra si trovano naturalmente tracce di ammoniaca, prodotta dalla putrefazione di animali e piante, o tramite la decomposizione dell'urea. Piccole quantità si trovano inoltre nell'acqua piovana, insieme ad alcuni sali di ammonio. Il cloruro e il solfato di ammonio sono presenti nelle aree vulcaniche, mentre nel guano in Patagonia sono stati trovati cristalli di bicarbonato di ammonio.
I reni secernono ammoniaca per neutralizzare eventuali acidi in eccesso. Diversi sali di ammonio infine sono disciolti nelle acque marine e nel terreno fertile.

### Distribuzione nell'universo
Sono state rilevate tracce di ammoniaca su Giove, Saturno e alcune loro lune, come Encelado. Esse si trovano nelle nubi sotto forma solida (su Giove la temperatura è di circa -150 °C) o sotto forma di sali come il solfuro d'ammonio. Grazie alle osservazioni di telescopi a microonde come il Caltech Submillimeter Observatory di Mauna Kea, è stata confermata la presenza di ammoniaca anche nelle nubi interstellari.

## Sintesi
| Densità delle soluzioni acquose |          |         |       |
| % NH3                           | Molarità | Densità | ° Bé  |
| 1                               | 0,583    | 0,994   | 10,09 |
| 2                               | 1,162    | 0,990   | 11,05 |
| 4                               | 2,304    | 0,981   | 12,7  |
| 6                               | 3,428    | 0,973   | 13,9  |
| 8                               | 4,233    | 0,965   | 15,1  |
| 10                              | 5,622    | 0,958   | 16,2  |
| 12                              | 6,694    | 0,950   | 17,3  |
| 14                              | 7,751    | 0,943   | 18,5  |
| 16                              | 8,658    | 0,936   | 19,5  |
| 18                              | 9,67     | 0,930   | 20,6  |
| 20                              | 10,67    | 0,923   | 21,7  |
| 22                              | 11,837   | 0,916   | 22,8  |
| 24                              | 12,824   | 0,910   | 23,8  |
| 26                              | 13,799   | 0,904   | 24,9  |
| 28                              | 14,762   | 0,898   | 25,9  |
| 30                              | 15,678   | 0,892   | 27    |

Prima dei primi anni del ventesimo secolo, l'ammoniaca veniva ottenuta o per distillazione del carbone o per riduzione di acido nitrico e nitriti con idrogeno puro o per decomposizione dei suoi sali (in genere sale d'ammonio, NH4Cl) per mezzo di idrossidi alcalini o ossido di calcio (CaO).
Oggi l'ammoniaca viene sintetizzata secondo la reazione diretta in fase gassosa:
{\displaystyle {\ce {3 H2 + N2 <=> 2 NH3}}}
svolta in presenza di catalizzatori a base di osmio, rutenio, uranio o ferro: in genere si usa quest'ultimo e il catalizzatore si prepara a partire dalla magnetite (FeO · Fe2O3).
I principali metodi utilizzati sono quelli di Haber-Bosch, Fauser, Casale, Claude, NEC, Mont-Cenis, che differiscono per la pressione a cui si fa avvenire la reazione e quindi nell'apparecchio di sintesi.
Il principale metodo utilizzato è il processo Haber-Bosch, nel quale la reazione avviene a pressione di 20 MPa (circa 200 atm) e temperatura di 400-500 °C.
La reazione di formazione dagli elementi è esotermica (ΔH°f = - 46,1 kJ/mol) ed esoergonica (ΔG°f = - 16,5 kJ/mol) in condizioni standard alla temperatura di 25 °C, nonostante decorra con diminuzione del numero di moli (ΔS° = - 99,35 J/K.mol).
Tuttavia in tali condizioni la reazione non procede significativamente per ragioni cinetiche (elevata energia di attivazione). Il ΔG°(T) inoltre cresce più che linearmente all'aumentare della temperatura, e diventa positivo per valori al di sopra di 455 K; quindi la reazione di formazione diventa endoergonica ed è sfavorita termodinamicamente al di sopra di 182 °C, ma poiché decorre in fase gassosa con diminuzione del numero di moli, è possibile operare sotto pressione per renderla favorevole anche a temperature più elevate. La percentuale di ammoniaca all'equilibrio aumenta quindi all'aumentare della pressione e al diminuire della temperatura.
Per far avvenire la reazione con velocità significativa è tuttavia necessario un catalizzatore che sia in grado di rompere il triplo legame della molecola d'azoto, rottura che richiede un'energia elevata. Il catalizzatore deve essere in grado di adsorbire dissociativamente l'azoto, ma l'adsorbimento non deve essere eccessivamente forte da rendere non reattivo l'azoto, in modo che l'NH3 si possa desorbire facilmente e lasciare liberi i centri attivi.
I catalizzatori che rispondono a questi prerequisiti sono a base di metalli nobili o a base di ferro.
Per ottenere rese elevate, comunque intorno al 20%, è necessario che il catalizzatore sia raffreddato in modo da ottenere un profilo di temperatura decrescente al suo interno; così facendo avremo temperature più alte all'entrata del reattore (600 °C) che caratterizzano rese basse e cinetiche elevate e temperature più basse all'uscita (450 °C) caratterizzate da rese più elevate, ma cinetiche lente.
L'ossido di ferro viene ridotto con idrogeno in modo da formare un materiale molto poroso costituito da aggregati microcristallini di ferro metallico. All'ossido di ferro si mescolano altri ossidi (Al2O3, MgO, CaO, K2O) come promotori: Al2O3, MgO, CaO proteggono il catalizzatore dall'invecchiamento, mentre K2O è un promotore attivatore e facilita il desorbimento dell'ammoniaca, in quanto essendo un ossido basico, K2O neutralizza l'acidità del Al2O3, che è anfotero, ma in questo caso ha comportamento acido.
L'ammoniaca prodotta deve essere separata dal gas residuo che viene inviato al riciclo. Per fare ciò è sufficiente raffreddare il gas e farlo successivamente espandere in flash: i gas residui (N2, H2) vengono riciclati dopo uno spurgo (devono essere eliminati eventuali gas nobili, metano, ecc.) e, solitamente, un passaggio in un reattore per evitare l'avvelenamento del catalizzatore nel reattore principale; l'ammoniaca presente invece condensa e può essere prelevata.
L'ammoniaca può essere conservata e trasportata in due forme: o come liquido puro anidro in serbatoi criogenici a pressione che la tengono al di sotto della sua temperatura di ebollizione, oppure in soluzione acquosa (35% ammoniaca/65% acqua, in peso), in comuni contenitori a temperatura ambiente.
In laboratorio si possono preparare piccoli quantitativi di ammoniaca per mezzo della reazione del cloruro di ammonio con l'idrossido di sodio:
{\displaystyle {\ce {NH4Cl + NaOH -> NaCl + NH3 + H2O}}}

### Produzione di ammoniaca in Italia
La produzione dell'ammoniaca veniva considerata, specialmente in passato, come un indice fondamentale dell'evoluzione dell'industria chimica di un paese e in passato in Italia assunse uno sviluppo non indifferente.
Nella storia dell'industria italiana i brevetti Fauser furono una pagina importante e portarono al sorgere a Novara di un polo industriale, poi confluito in Montecatini. Il successivo sviluppo fu legato a quello dell'industria dei fertilizzanti e del polo di Ferrara, Terni e di Porto Marghera. Nel frattempo si erano sviluppati impianti anche a San Giuseppe di Cairo e a Priolo Gargallo nonché il grande polo di Ravenna per meglio utilizzare il metano. La successiva crisi dell'Enichem Agricoltura in cui erano confluiti gli impianti portò a un drastico ridimensionamento della produzione, concentrata solo a Ferrara e a Terni e alla cessione alla norvegese Norsk Hydro oggi Yara. A seguito della cessazione della produzione di ammoniaca a Terni da parte di Yara avvenuta nel 2008, l'impianto di Ferrara è l'unico in Italia a produrre ammoniaca, con una capacità massima di circa 600 000 tonnellate all'anno.

### Produzione globale di ammoniaca
Il grafico seguente fornisce una panoramica dello sviluppo della produzione globale di ammoniaca dal 1950, sulla base dei dati dell'US Geological Survey (USGS).
Anno030.00060.00090.000120.000150.0001950196119721983199420052016Produzione mondiale in migliaia di tonnellate di azoto fissoProduzione globale di ammoniaca dal 1950 (az...

## Applicazioni
Gli usi dell'ammoniaca sono innumerevoli: è una sostanza estremamente importante in campo industriale.
L'applicazione più importante dell'ammoniaca è la produzione di acido nitrico. In questo processo una miscela composta da nove parti di aria e una di ammoniaca viene fatta passare a 850 °C su un catalizzatore di platino, su cui è ossidata a ossido di azoto:
{\displaystyle {\ce {4 NH3 + 5 O2 -> 4 NO + 6 H2O}}}
{\displaystyle {\ce {2 NO + O2 -> 2 NO2}}}
{\displaystyle {\ce {4 NO2 + 2 H2O + O2 -> 4 HNO3}}}
Viene anche utilizzata:
- come base per fertilizzanti agricoli
- come intermedio nella sintesi del bicarbonato di sodio
- come componente per vernici
- come fluido refrigerante nell'industria del freddo dove è indicata con la sigla R-717
- per la produzione di esplosivi
- per la produzione di nylon e fibre sintetiche
- per la produzione di materie plastiche e polimeri
- come solvente
- nell'industria cartaria come sbiancante
- nell'industria della gomma
- negli ambienti domestici come detergente per vari usi che può essere utilizzato su molte superfici
- nelle tinture per capelli
- in metallurgia per ottenere atmosfere riducenti
- nella combustione, in soluzione acquosa al 25% per ragioni di sicurezza, come reagente per il controllo degli ossidi di azoto (NOx)
- nella produzione di sigarette in quanto l'ammoniaca velocizza il procedimento di assunzione della nicotina da parte dei recettori del cervello
- nella lavorazione di carne per hamburger per sterilizzarla dal batterio E. coli.

L'ammoniaca liquida viene spesso usata come solvente per ospitare reazioni di riduzione in presenza di forti riducenti (sodio metallico) che altrimenti in acqua reagirebbero immediatamente. Di conseguenza è possibile costruire una nuova scala di pH a partire dalla costante di autoprotolisi dell'ammoniaca (2 NH3 = NH2- + NH4+ pKa = 27) e una nuova scala di potenziali standard.
L'ammoniaca, diluita in acqua in percentuali inferiori al 10%, costituisce un rimedio contro le orticarie causate da punture di insetto, tocco di medusa o contatto con piante urticanti come l'ortica; un recente studio condotto in USA dimostra però, dopo una rigorosa verifica sperimentale, che il ruolo terapeutico dell'uso dell'ammoniaca sulle infiammazioni provocate dalle nematocisti delle meduse (Chrysaora quinquecirrha, Chiropsalmus quadrumanus e Physalia physalis) è scarso.
In chimica organica è spesso utilizzabile come reagente per la preparazione di ammine, come nella reazione con 1-propanolo per dare la propilammina.

## Rischi per la salute
L'ammoniaca è irritante per le vie respiratorie e provoca sintomi gravi, fino alla morte. È irritante anche per contatto con gli occhi e può causare ulcerazioni.
Nel caso di contatto con gli occhi, occorre lavare subito con acqua corrente per almeno 15 minuti, mantenendo le palpebre aperte ruotando lentamente i bulbi oculari, poi consultare un medico oculista.
Nel caso di inalazione occorre allontanarsi dalla zona inquinata, porsi distesi e a riposo in ambiente aerato. In caso di tosse insistente o perdita di conoscenza, ma respirazione presente, occorre somministrare ossigeno a bassa pressione; in assenza di respiro, è necessario praticare la respirazione artificiale e quindi somministrare ossigeno. L'eventuale edema polmonare si manifesta dopo alcune ore dall'esposizione, per cui bisogna rivolgersi immediatamente a un medico.
L'ingestione della soluzione richiede l'immediato intervento medico; in caso di ingestione occorre sciacquare la bocca con acqua, non provocare il vomito per evitare la riesposizione dell'esofago al caustico, eventualmente ingerire acqua e albume d'uovo.
L'alta tossicità dell'ammoniaca è da ricercare nel fatto che, disciolta nel sangue, innalza il pH ematico aumentando l'affinità dell'emoglobina per l'ossigeno tanto da renderla incapace di rilasciarlo ai tessuti, e che si lega con l’α-chetoglutarato bloccando di fatto il ciclo di Krebs. Inoltre forma emboli gassosi.